# Кеннет О'Доннелл
Кеннет Патрік О'Доннелл (англ. Kenneth O'Donnell; 4 березня 1924, Вустер, Массачусетс, США — 9 вересня 1977, Бостон, Массачусетс, США) — американський політичний консультант, спеціальний помічник і секретар з призначень президента Джона Кеннеді з 1961 року до вбивства Кеннеді у листопаді 1963 року. Був близьким другом президента Кеннеді та його молодшого брата Роберта Кеннеді. Разом з Ларрі О'Браєном і Девідом Пауерсом, входив до групи близьких радників Кеннеді, яка отримала назву «Ірландська мафія».
Працював помічником президента Ліндона Джонсона з 1963 по 1965 рік. Пізніше був радником під час президентської кампанії Роберта Кеннеді 1968 року.

## Ранні роки
Народився у Вустері, штат Массачусетс, і виріс у Бостоні. Батьки, Еліс М. (Герін) і Клео Альберт О'Доннелл, були католиками ірландського походження. Батько працював футбольним тренером у коледжі близко 20 років, а пізніше спортивним директором для всіх видів спорту. Старший брат О'Доннелла, якого також звали Клео, був футбольною зіркою в Гарварді у 1940-х роках.
Закінчив середню школу під час Другої світової війни, а потім служив у військово-повітряних силах армії США (1942—1945), де здійснив 30 вильотів як бомбардир в ескадрильї B-17, але його збили над Бельгією. «Потрапив в полон, утік й отримав Хрестом льотних заслуг і Повітряну медаль з чотирма гронами дубового листя». Після війни навчався в Гарвардському коледжі (1946—1949) і познайомився з Робертом Кеннеді. Вони жили в одній кімнаті, а також грали у студентській футбольній команді, яку О'Доннелл очолив 1948 року. Вони залишалися близькими друзями до вбивства Кеннеді 1968 році.
Після закінчення коледжу вступив до юридичної школи в Бостонському коледжі з 1950 по 1951 рік. У 1951—1952 роках працював продавцем у Hollingsworth & Vose Paper Company, а потім у Whitney Corporation, в Бостоні. У 1952—1957 роках бул залучений у роботу з громадськістю.

## Кар'єра
Дружба з Робертом Кеннеді привела до участі в політичній кар'єрі сім'ї Кеннеді. 1946 року Роберт Кеннеді залучив його до роботи в першій виборчій кампанії свого старшого брата Джона. 1952 року разом з Робертом Кеннеді провадив спільну кампанію за обрання Джона до Сенату США. Потім продовжував служити неоплачуваним політичним спостерігачем Джона Кеннеді в Массачусетсі, а 1957 року став помічником радника Комітету Сенату з питань рекету, де працював на Роберта Кеннеді, призначений головним радником Комітету.
1958 року приєднався до штабу сенатора Джона Кеннеді і пізніше став ключовим організатором і радником у період президентської кампанії 1960 року. Наступного року став спеціальним помічником президента Кеннеді та секретарем з призначень. Консультував президента під час підготовки до вторгнення в затоку Свиней і у період карибської кризи 1962 року.
Організував поїздку президента Кеннеді до Далласа у листопаді 1963 року і перебував у машині, яка їхала за лімузином президента, коли Кеннеді вбили. Смерть Кеннеді стала величезним ударом для О'Доннелла, який довго звинувачував себе у вбивстві.
18 травня 1964 року свідчив Норману Редліху й Арлену Спектеру, помічникам адвоката Комісії Воррена. За його словами, стріляли справа. У своїх мемуарах «Johnny, We Hardly Knew Ye» О'Доннелл і Девід Пауерс повідомили, що почули лише три постріли і не мали жодних припущень щодо їхнього походження. Згідно з інформацією у «Чикаго Триб'юн» від 15 червня 1975 року, неназваний «чоловік, пов'язаний з Центральним розвідувальним управлінням» сказав конгресменам, що О'Доннелл і Девід Пауерс спочатку сказали слідчим убивства, що постріли, які влучили в Кеннеді, були зроблені не з Техаського шкільного книгосховища, але, як повідомляється, директор ФБР Джон Едгар Гувер або його головний помічник переконав їх змінити свідчення Комісії Воррена, задля уникнення розкриття змов ЦРУ щодо вбивства Фіделя Кастро. У телефонному інтерв'ю, О'Доннелл сказав, що давав правдиві свідчення, і назвав звинувачення «абсолютною, відвертою брехнею». У своїй автобіографії «Man of the House» 1987 року колишній спікер Палати представників Тіп О'Ніл написав, що він обідав з О'Доннеллом і Пауерсом 1968 року, і що вони стверджували, що з-за огорожі на трав'яному пагорбі в Dealey Plaza зробили два постріли. За словами О'Ніла, він зазначив О'Доннеллу, що надав іншу інформацію Комісії Воррена, і О'Доннелл відповів: «Я сказав ФБР те, що чув, але вони сказали, що це не могло статися таким чином, і що я, мабуть, щось уявив. Тож я дав такі свідчення, які вони хотіли. Я просто не хотів більше завдавати болю та проблем сім'ї». Проте Дейв Пауерс заперечував таку розмову та претензію, і критикував його автобіографію. Син О'Доннелла, Кеннет-молодший, заявив, що його батько приватно назвав Комісію Воррена «найбезглуздішим розслідуванням, яке коли-небудь бачив», і що він стверджував, що постріли були з двох різних напрямків.
Працював помічником президента Ліндона Джонсона до початку 1965 року. О'Доннелл пішов у відставку, щоб 1966 року спробувати позмагатися за посаду губернатора Массачусетса від Демократичної партії. Однак програв Едварду Маккормаку з розривом у 64 000 голосів. 1968 року працював менеджером у передвиборчій кампанії Роберта Кеннеді.
Убивство Роберта Кеннеді в Лос-Анджелесі 5 червня 1968 року стало більшим ударом для О'Доннелла, ніж убивство президента Кеннеді п'ятьма роками раніше. Приєднався разом з багатьма іншими учасниками кампанії Кеннеді до президентської кампанії Г'юберта Гамфрі, як керівник кампанії. 1970 року зробив ще одну спробу висунутися на посаду губернатора від Демократичної партії, але посів четверте місце серед чотирьох демократів, набравши лише дев'ять відсотків голосів.
1972 році став співавтором з Девідом Пауерсом книги спогадів про президента Кеннеді «Johnny, We Hardly Knew Ye».

## Шлюби та діти
1947 року, під час навчання в Гарварді, одружився з Гелен Салліван. У них було п'ятеро дітей: Кеннет-молодший, близнюки Кетлін і Кевін, Марк і Гелен. У січні 1977 року дружина померла від наслідків алкоголізму. Невдовзі він знову одружився з Асті Ганні Гельзі Штайнфатт, уродженці Німеччини. О'Доннелл помер через кілька місяців.

## Смерть
У роки після вбивства президента Кеннеді та Роберта Кеннеді О'Доннелл дедалі більше впадав у депресію та почав сильно пити.
11 серпня 1977 року ушпиталений до лікарні Бет Ізраель у Бостоні через шлунково-кишкову хворобу, викликану алкоголізмом. Його стан поступово гіршав. Помер 9 вересня у 53 років. На прохання родини причину смерті не оприлюднили. Молодша донька О'Доннелла, Гелен, визнала смерть батька через алкоголізм.
12 вересня 1977 року відбулася похоронна меса в римо-католицькій церкві в Бостоні, яку відвідали колишній мер Бостона Джон Коллінз, колишній спікер Палати представників Джон Вільям Маккормак і кілька членів родини Кеннеді, зокрема вдова Жаклін Кеннеді.

## Мемуари
1998 року у William Morrow &amp; Co. вийшли друком мемуари «A Common Good: The Friendship of Robert F. Kennedy and Kenneth P. O'Donnell», написані донькою О'Доннелла, письменницею-фрілансером Гелен О'Доннелл. У книзі розповідається про близьку дружбу її батька з Робертом Кеннеді.

## Зображення
- Ракети жовтня (1974, ТБ): зіграв Стюарт Мосс
- Кеннеді (1983, ТБ): зіграв Трей Вілсон
- Джон Ф. Кеннеді. Постріли в Далласі (1991): зіграв Девід Бенн
- Жінка на ім’я Джекі (1991): зіграв Кларк Грегг
- Тринадцять днів (2000): зіграв Кевін Костнер[28]
- Жаклін Був'є Кеннеді Онассіс (2000, ТБ): зіграв Браян Ренч
- Паркленд (2013): зіграв Марк Дюпласс
- Вбивство Кеннеді (2013): зіграв Річард Флад
- Джекі (2016): зіграв Ейдан ОʼГара
- ЛБД' (2016): зіграв Майкл Мослі
- Хрещений батько Гарлема (2019): зіграв Джеффрі Блейк